# Cephalobus parvus
Cephalobus parvus är en rundmaskart. Cephalobus parvus ingår i släktet Cephalobus och familjen Cephalobidae. Inga underarter finns listade i Catalogue of Life.